# Jules Verne

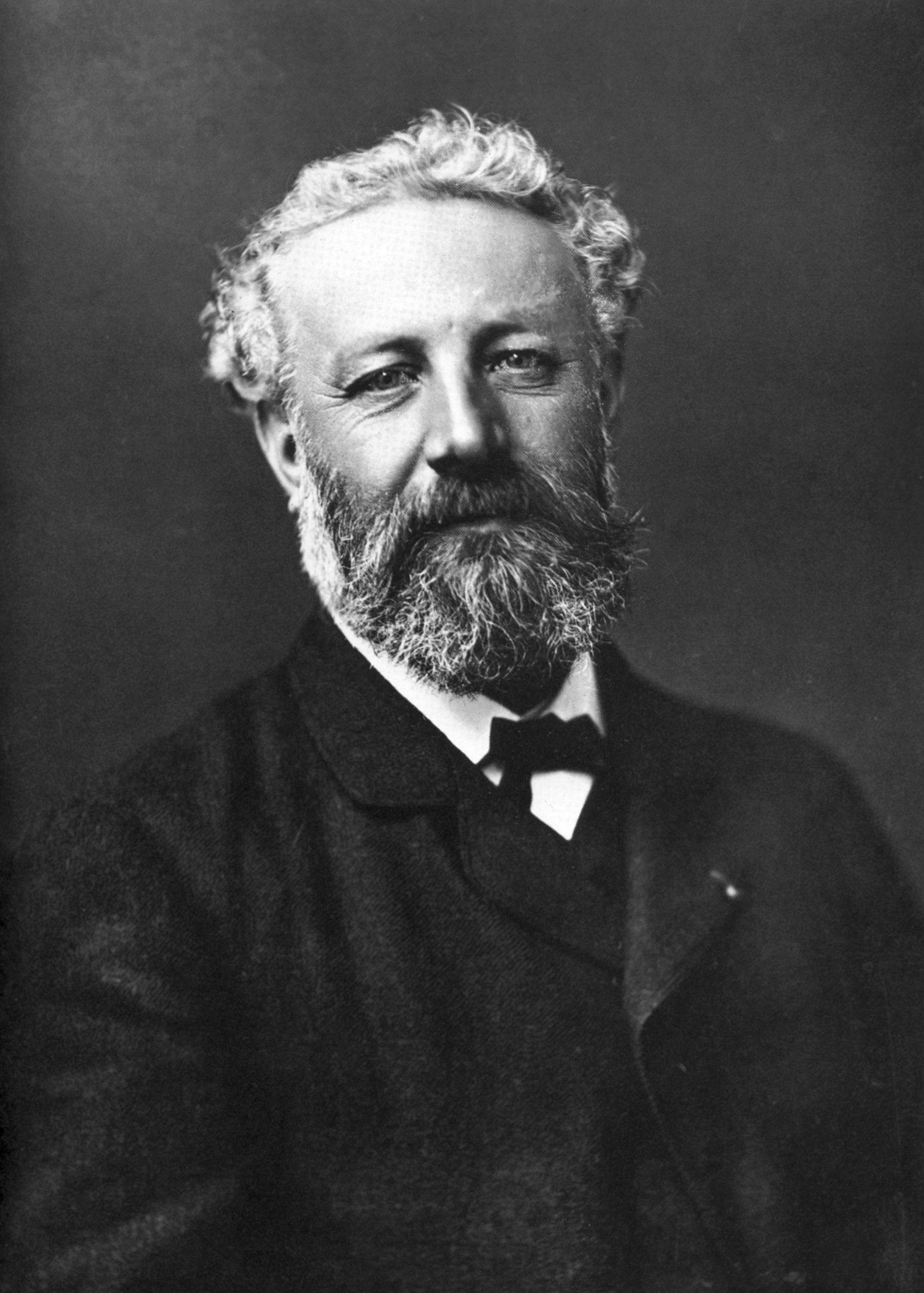
Jules Gabriel Verne

Jules Gabriel Verne (ejtsd: 'zsül gabriel vern'), magyarosan Verne Gyula (Nantes, 1828. február 8. – Amiens, 1905. március 24.) francia író, egyben a tudományos-fantasztikus irodalom korszakalkotó alakja. A könyveiben említett száznyolc terv és találmány döntő többségét mára már megvalósították. Kiemelkedő művei között szerepel a Nyolcvan nap alatt a Föld körül, a Nemo kapitány, a Sándor Mátyás, a Sztrogof Mihály, az Utazás a Föld középpontja felé, A rejtelmes sziget, a Grant kapitány gyermekei, az Utazás a Holdba, a Hódító Robur, A tizenöt éves kapitány és a Kétévi vakáció.
Minden, amit kitalálok, minden, amit elképzelek, a valóság alatt marad, mert eljön majd a pillanat, amikor a tudomány alkotásai túltesznek a képzelet szüleményein.

## Pályakép
Egy fiatal ügyvéd, Pierre Verne első fiaként született. A család ősei Franciaországba települt skótok voltak. Apja magához hasonlóan jogi pályára szánta, de Jules nem érdeklődött az ügyvédi pálya iránt, és bár elvégezte a jogot, soha nem praktizált. Szerette a kalandokat, és a „fény városában”, Párizsban szeretett volna élni akkor is, amikor apja megfenyegette, megvonja tőle az anyagi támogatást. Szívesebben foglalkozott a természettudományokkal, és ezeknek eredménye volt, hogy írói tehetségét, ezáltal egy egészen új irányt teremtve, a természettudományoknak regényalakban való népszerűsítésére használta.
Eleinte sokat nélkülözött, és mindenféle munkát elvállalt, maradék idejében pedig színműveket és operaszövegeket is írt, kevés sikerrel. Id. Alexandre Dumas azonban biztatta, s ez sokat jelentett a számára.
Első komolyabb sikerét az Öt hét léghajón művel érte el, amely 1862 karácsonyára jelent meg, s ennek révén anyagilag is rendbe jött. Kiadója, Pierre-Jules Hetzel azonnal húsz évre szóló szerződést kötött vele. Egyre-másra megjelent regényei óriási sikert arattak otthon és külföldön egyaránt. Megteremtette az anyagi biztonságot családja számára, s most már nem kellett mással foglalkoznia, csak az írással.
Regényalakban és a nagyközönségnek írva, szó sem lehetett száraz tudományosságról vagy szigorú tárgyilagosságról, hanem gyakran féktelen fantáziájának engedve, olyan merész eszméknek adott kifejezést, melyeket az akkori komoly tudomány csak kiindulópontjukat tekintve helyeselhetett, de végeredményükben nem. Az mindenesetre hervadhatatlan érdeme, hogy érdekes leírásaival laikusok és különösen a serdülő ifjúság számára a természettudományokat vonzóvá tette. A legkalandosabb, de amennyire lehet, természettani törvények alapján indokolt módon viszi hőseit utazásaikra, hol a Föld körül, hol a tenger mélyére, hol megmászhatatlan hegyek csúcsára, de a cél mindenütt az olvasó ismereteinek bővítése. Verne szándéka mellesleg az is volt, hogy a tudományos körök érdeklődését felkeltse bizonyos még meg nem oldott problémák iránt.
Regényei témáját sokszor az életből merítette, csak tovább gondolta a felfedezések, találmányok életét, így született meg segítségével a modern tudományos-fantasztikus irodalom. Legtöbbször a valóság és képzelet határán egyensúlyoz, de vannak a valóság határát jelentősen átlépő művei is.
Életművének a csúcsa talán a nagy-trilógia (Nemo kapitány, Grant kapitány gyermekei, A rejtelmes sziget), melynek regényei a legjobban kidolgozottak. Népszerű még a 80 nap alatt a Föld körül, az Utazás a Föld középpontja felé, a Sztrogof Mihály vagy az Utazás a Holdba is. Sokan ajánlják a kamaszkorú diákoknak A tizenöt éves kapitányt és a Kétévi vakációt.
A magyarokat is kedvelő, de Magyarországon sohasem járt író hazánkhoz kapcsolódó művei: Sándor Mátyás, A dunai hajós, Várkastély a Kárpátokban (Kolcvár), Storitz Vilmos titka, melyek közül vitathatatlanul az első két mű a legnépszerűbb. Ezekben is a szabadságjogokért harcoló hősöket mutatja be, ahogyan életében maga is harcolt a gyarmatosítás, a rabszolgaság ellen.
Már életében sokan csodálták, ugyanakkor voltak, akik fanyalogtak regényei olvastán, értéktelennek tartották műveit. A nagyközönség és írótársai nagyobb része azonban elfogadta, szerette s várta az újabb és újabb műveket. Kortársai közül Zola, Balzac, Gorkij, Edmondo De Amicis, a két Alexandre Dumas és George Sand is elismerte tehetségét. Tisztelői közé tartozott Mengyelejev, Gábor Dénes, Szilárd Leó vagy Teller Ede, de megemlíthetjük XIII. Leó pápát is, aki magánkihallgatáson fogadta.
Regényei idehaza igen korán, 1865-től már önálló kötetben is megjelentek. Művei hatása a magyar irodalomban is érződik, hiszen Jókainak nem egy műve stílusában hasonlít a Verne-művekre, aki ezt nem tagadta. Karinthy Frigyes szintén kedvelte, amit az Így írtok tiben található Verne-utánzat mutat a legjobban (A Csömöry-úttól egészen a Filatori-gátig).
Műveiből közel 200 filmfeldolgozás készült, amelyek között éppúgy találhatóak néhány perces némafilmek, mint százmillió dolláros szuperprodukciók.
Az UNESCO nyilvántartása szerint évtizedek óta a legtöbbet fordított szerzők közé tartozik, művei már 148 nyelven jelentek meg.
Számos művének illusztrációit Édouard Riou francia festő, könyvillusztrátor készítette.
Síremléke halála helyszínén, Amiens városban található.

## Művei

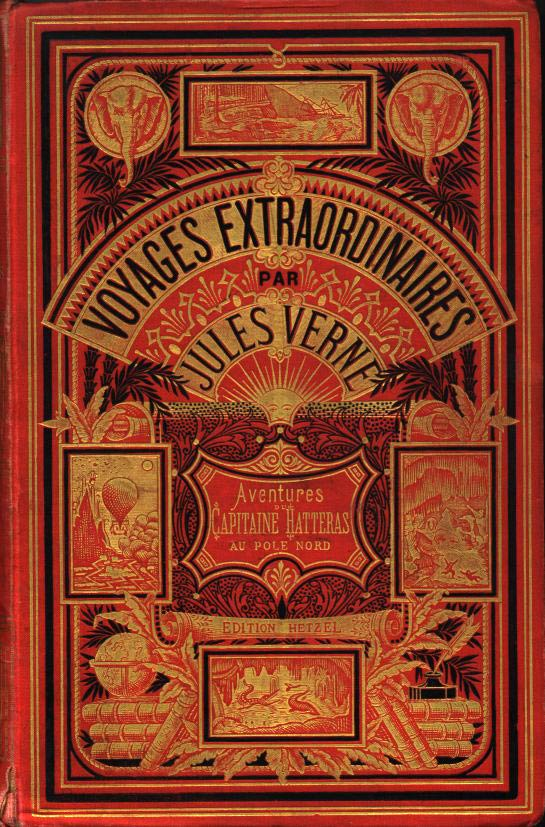
Egy tipikus Hetzel-kiadás

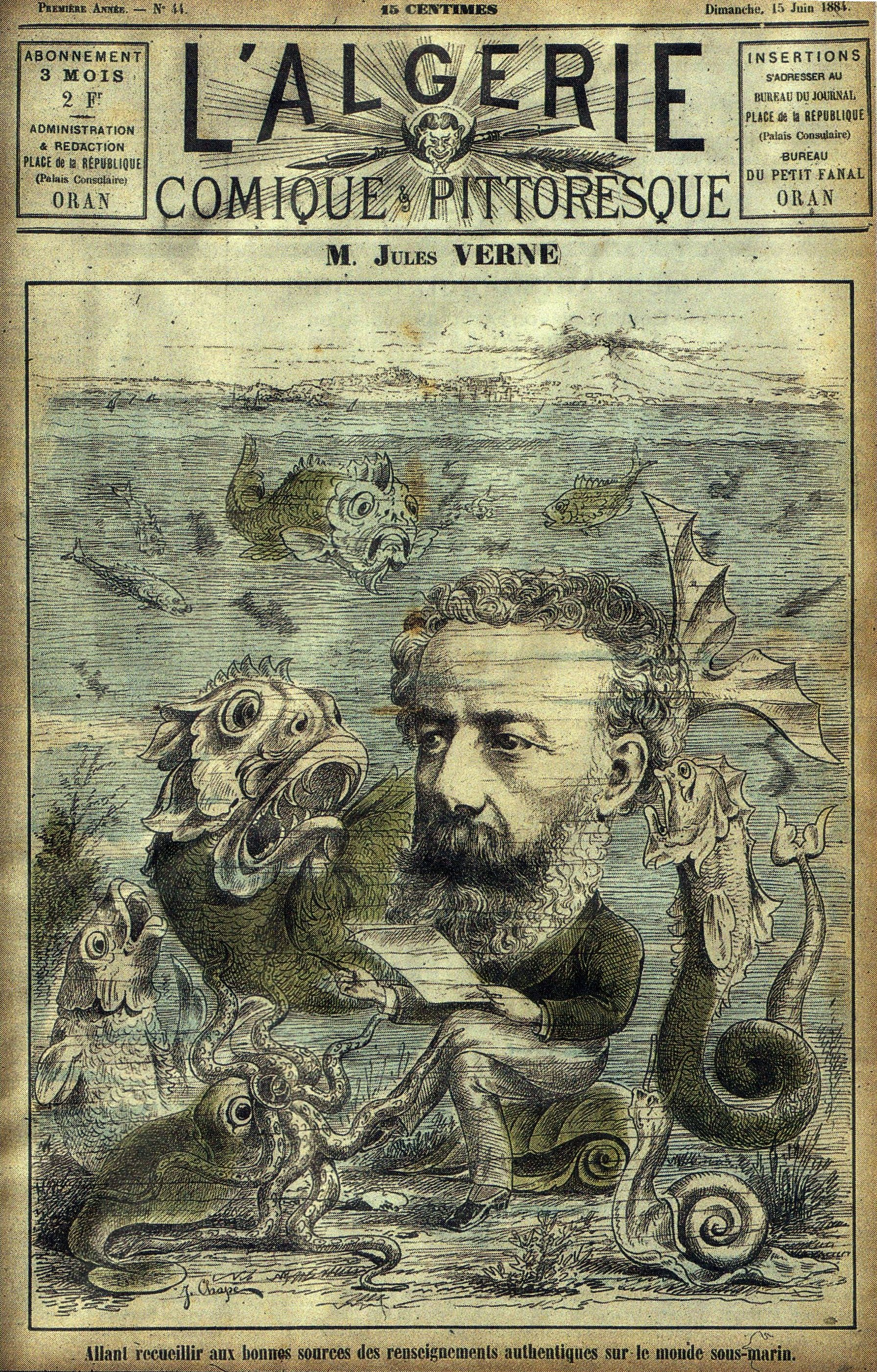
Egy Verne-karikatúra

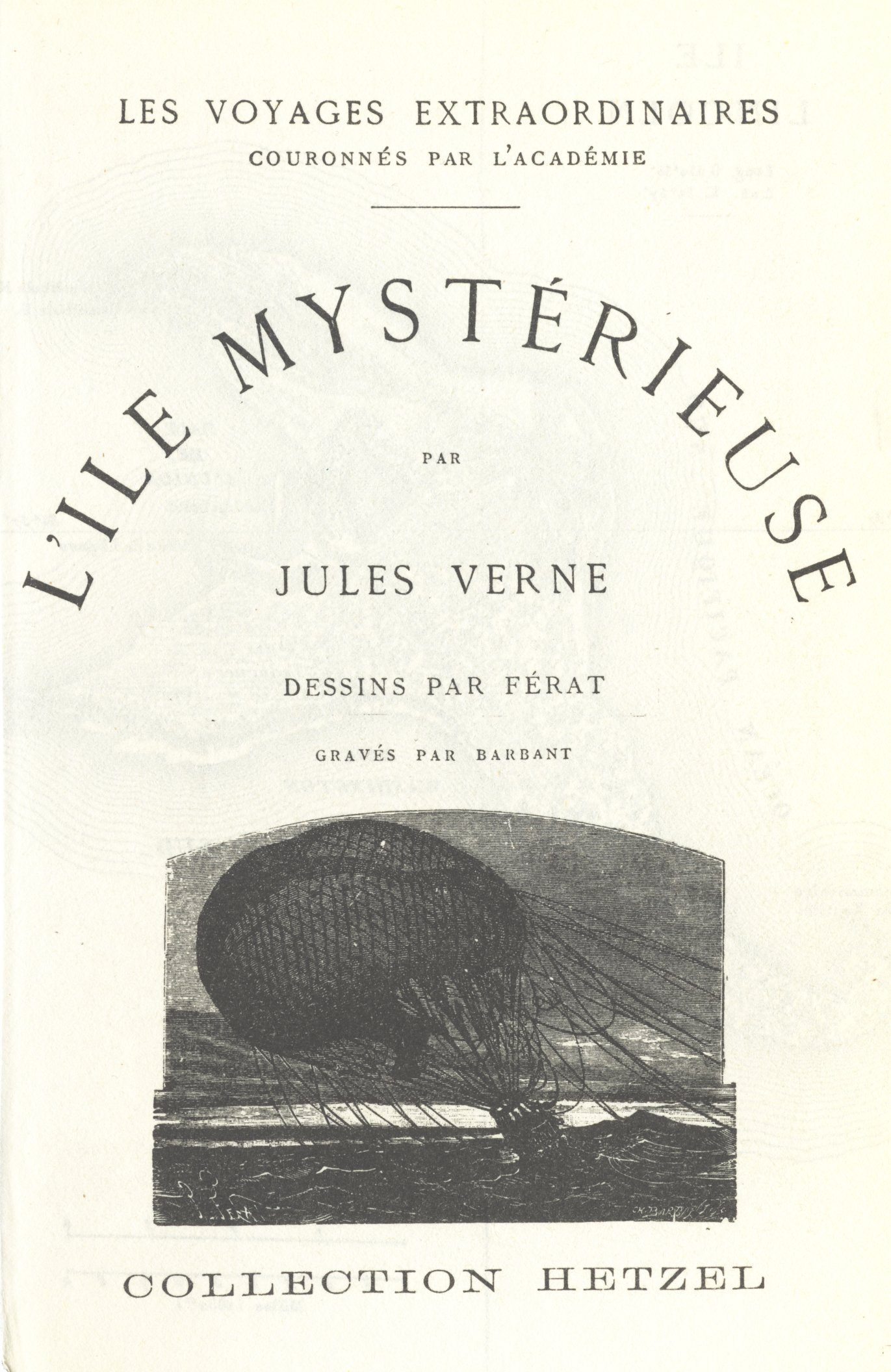
A „Rejtelmes sziget” korabeli kiadása

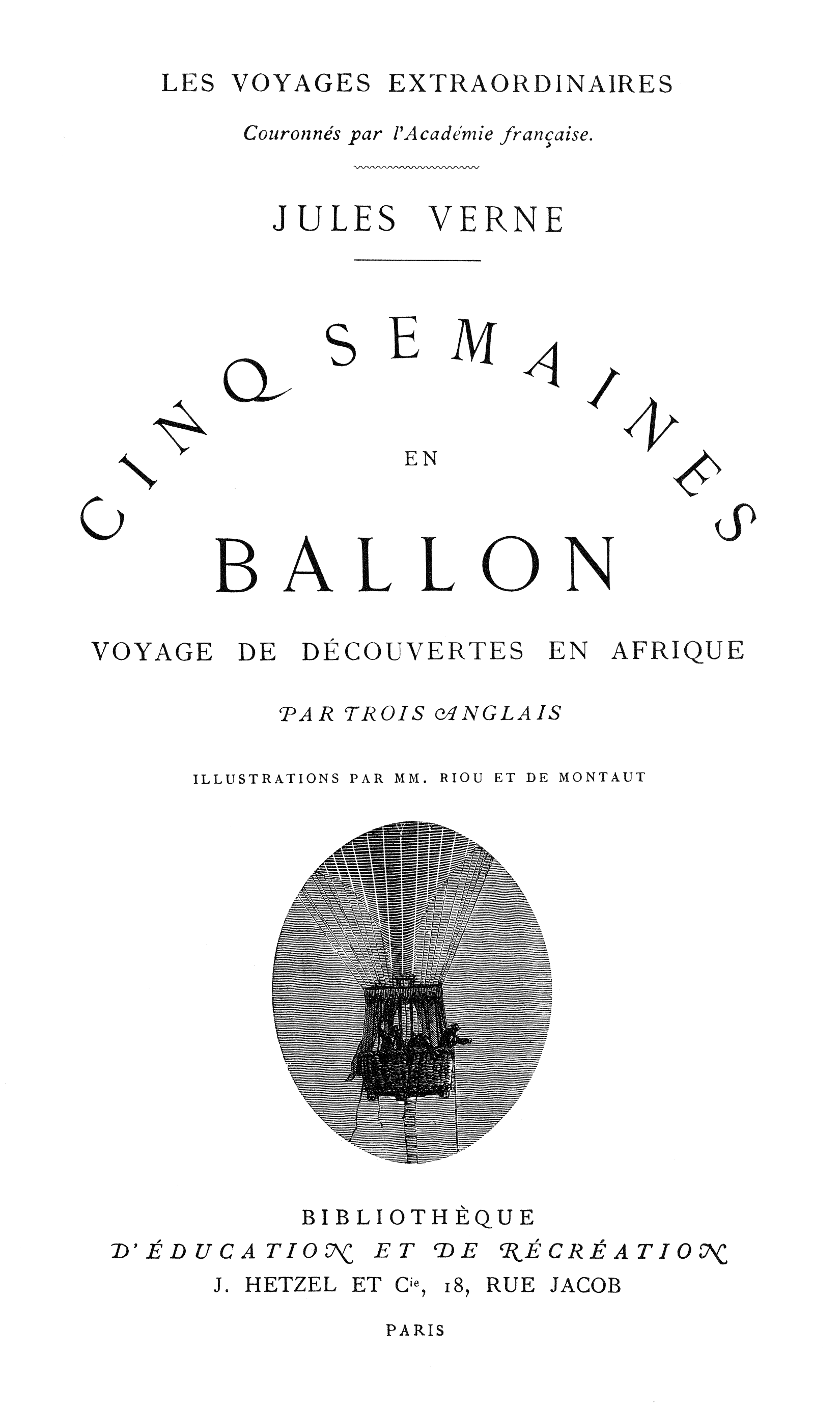
Az „Öt hét léghajón” korabeli kiadása

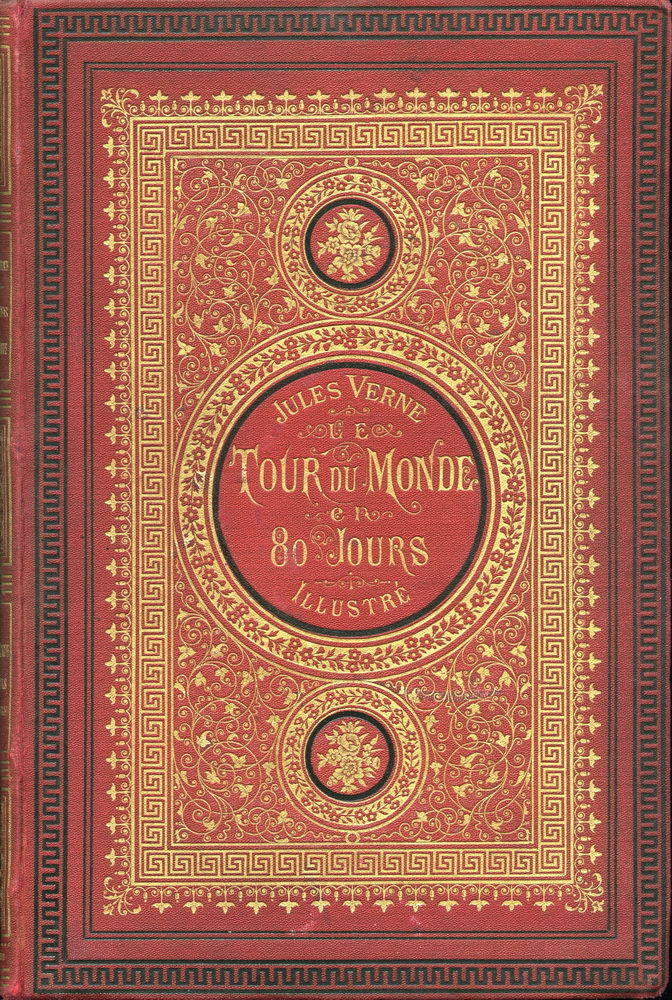
A „80 nap alatt a Föld körül” korabeli kiadása

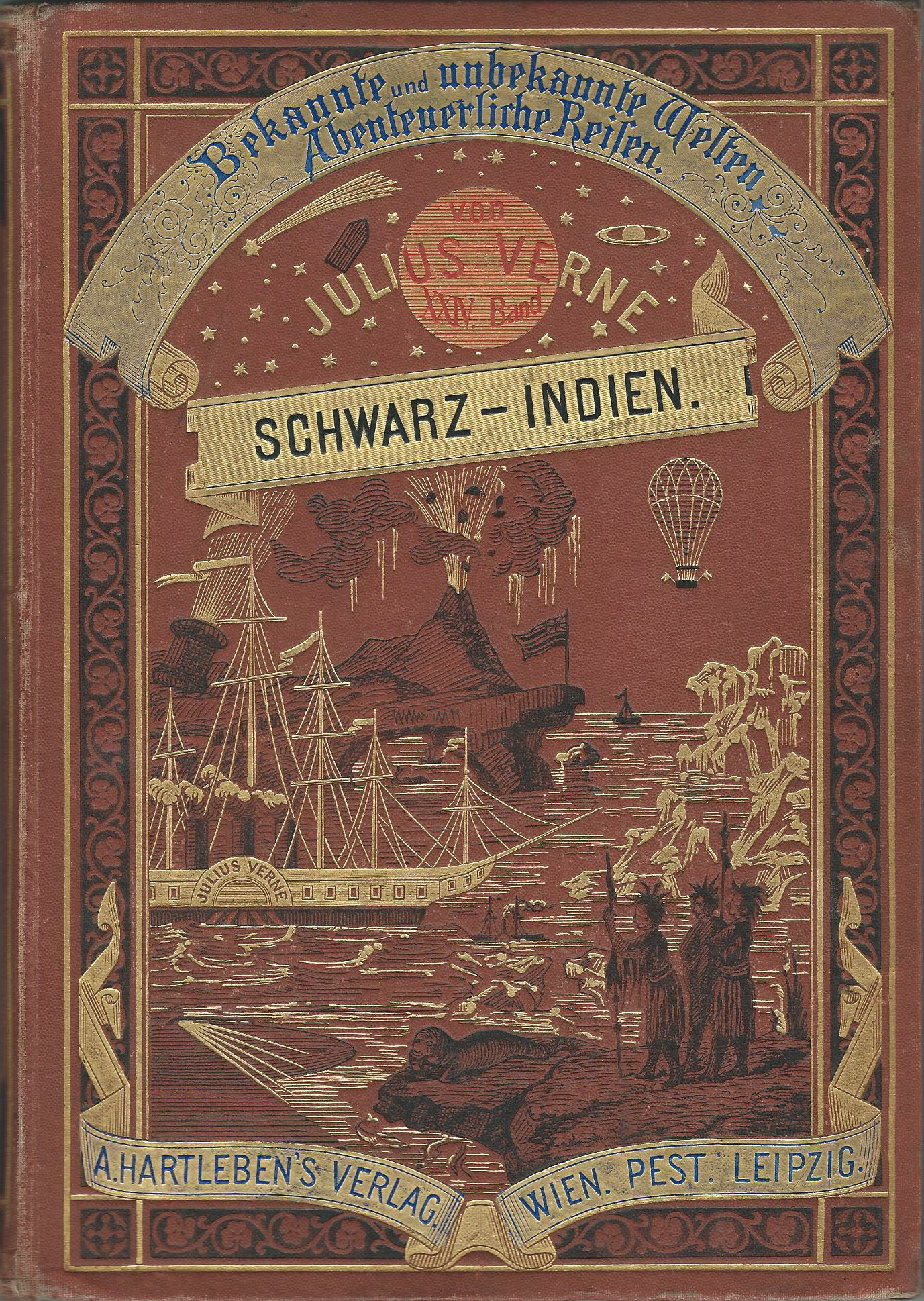
A „Fekete Indiák” 1878-as Hartleben-féle német díszkiadása

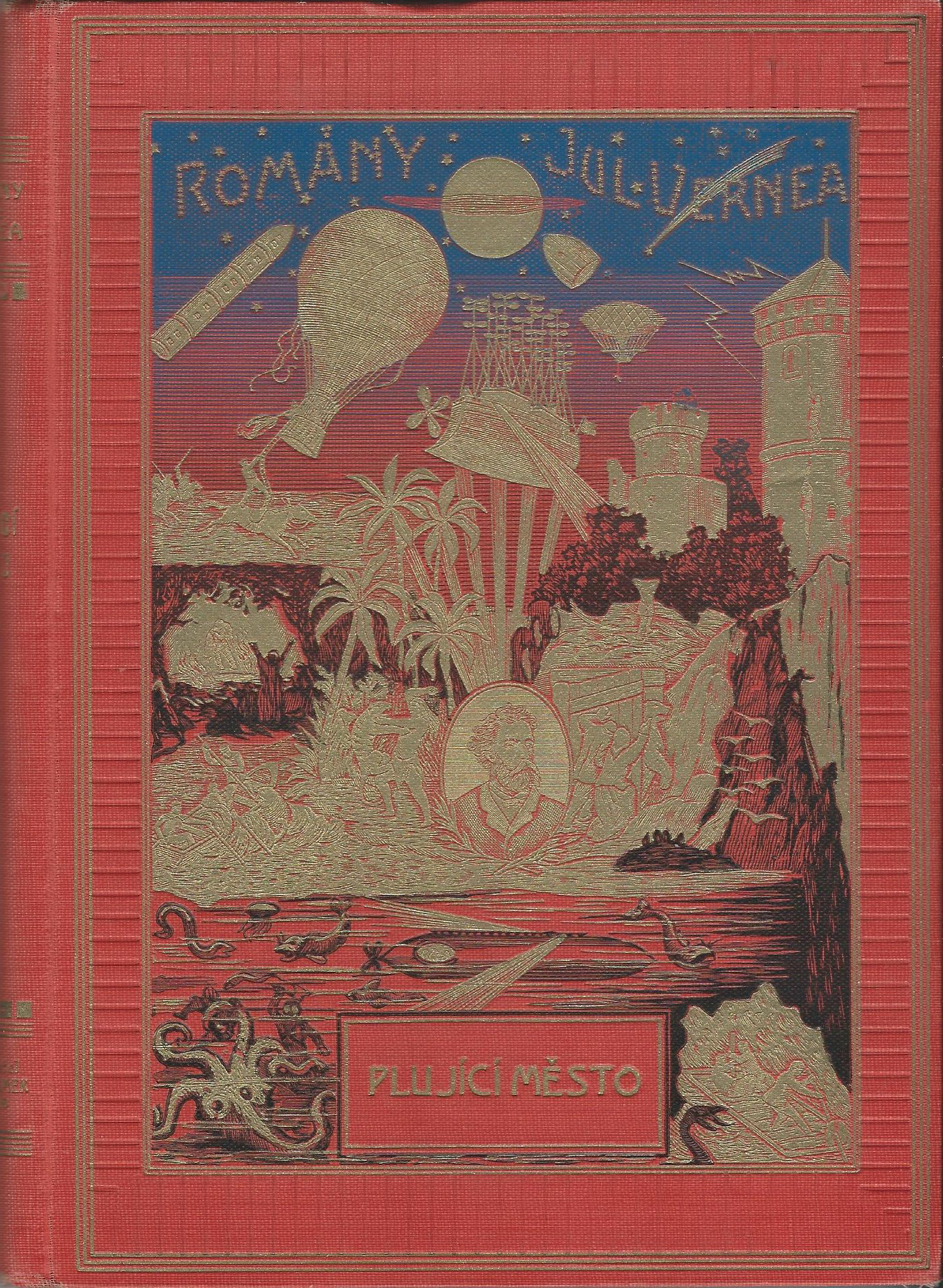
„Az úszó város” 1930-as Vilímek-féle cseh kiadása

Bővebben: Jules Verne magyarul kiadott műveinek listája
Verne fő műve a Különleges utazások (Les Voyages Extraordinaires) 54 regényből áll. Novellákat, esszéket, illetve drámai és lírai műveket is írt.
(Az évszám az első francia kiadás éve.)

### AKülönleges utazásokba sorolt regények
- 1862 – Öt hét léghajón (Cinq semaines en ballon)
- 1864 – Utazás a Föld középpontja felé (Voyage au centre de la Terre)
- 1865 – Utazás a Holdba (De la Terre à la Lune)
- 1866 – Hatteras kapitány (Les Aventures du capitaine Hatteras)
- 1868 – Grant kapitány gyermekei (Les Enfants du capitaine Grant)
- 1870 – Nemo kapitány (Húszezer mérföld a tenger alatt) (Vingt mille lieues sous les mers)
- 1870 – Utazás a Hold körül (Autour de la Lune) – az Utazás a Holdba folytatása
- 1871 – Az úszó város (Une ville flottante)
- 1872 – Három orosz és három angol kalandjai (Aventures de trois Russes et de trois Anglais)
- 1873 – A prémvadászok (Le Pays des fourrures)
- 1873 – 80 nap alatt a Föld körül (Le Tour du monde en quatre-vingts jours)
- 1875 – A rejtelmes sziget (L'Île mystérieuse)
- 1875 – A Chancellor (Le Chancellor)
- 1876 – Sztrogof Mihály (Michel Strogoff)
- 1877 – Fekete Indiák (Les Indes noires)
- 1877 – Hector Servadac
- 1878 – A tizenöt éves kapitány (Un capitaine de quinze ans)
- 1879 – A bégum ötszázmilliója   (Les Cinq cents millions de la Bégum)
- 1879 – Egy kínai viszontagságai Kínában (Les tribulations d'un chinois en Chine)
- 1880 – A gőzház (Az Acélelefánt) (La Maison à vapeur)
- 1881 – Nyolcszáz mérföld az Amazonason (La Jangada)
- 1882 – A Robinsonok iskolája (L'École des Robinsons)
- 1882 – A zöld sugár (Le Rayon vert)
- 1883 – Kéraban, a vasfejű (Kéraban-le-Têtu)
- 1884 – A lángban álló szigettenger (L’Archipel en feu)
- 1884 – Dél csillaga (L'étoile du sud)
- 1885 – Sándor Mátyás (Mathias Sandorf)
- 1886 – Egy sorsjegy története (Un Billet de loterie) másik címe: Kamp Ole sorsjegye (például a MEK-ben is ezen a címen található)
- 1886 – Hódító Robur (Robur-le-Conquérant)
- 1887 – Észak Dél ellen (regény) (Nord contre Sud)
- 1887 – Haza, Franciaországba (Le Chemin de France)
- 1888 – Kétévi vakáció (Deux Ans de vacances)
- 1889 – A névtelen család (Famille-sans-nom)
- 1889 – Világfelfordulás (Sans dessus dessous) (az Utazás a Holdba folytatása)
- 1890 – Cirkuszkocsival a Sarkvidéken át (César Cascabel)
- 1891 – A Franklin kifut a tengerre (Branicanné asszony)  (Mistress Branican)
- 1892 – Várkastély a Kárpátokban (Le Château des Carpathes)
- 1892 – Bombarnac Klaudius (Egy riporter jegyzőkönyve)
- 1893 – Senki fia (P'tit-Bonhomme)
- 1894 – Antifer mester csodálatos kalandjai (Mirifiques Aventures de maître Antifer)
- 1895 – Az úszó sziget (L’Île à hélice)
- 1896 – A francia zászló (Face au drapeau)
- 1896 – Clovis Dardentor (Clovis Dardentor)
- 1897 – Jégszfinx (Le Sphinx des glaces)
- 1898 – Az Orinocon fölfelé (A büszke Orinoco) (Le Superbe Orénoque)
- 1899 – A különös végrendelet (Le Testament d'un excentrique)
- 1900 – Új hazában (Seconde patrie)
- 1901 – Város a levegőben (A majmok birodalma) (Le Village aérien)
- 1901 – Cetvadászok (Jean-Marie Cabidoulin kalandjai) (Les Histoires de Jean-Marie Cabidoulin)
- 1902 – A két Kip testvér (Les Frères Kip)
- 1903 – Az Antillák világa (Bourses de voyage)
- 1904 – Véres dráma Livóniában (Un drame en Livonie)
- 1904 – A Világ Ura (Maître du monde)
- 1905 – A Szahara tengere (L'Invasion de la mer)

### További regények és novellák
- 1851 – Dráma a levegőben (Un Drame dans les airs)
- 1852 – Martin Paz (Martin Paz)
- 1854 – Zakariás mester (Maître Zacharius)
- 1855 – Telelés Grönlandban (Un Hivernage dans les glaces)
- 1864 – Chanteleine grófja (Le Comte de Chanteleine)
- 1871 – Az ostromzáron át Les Forceurs de blocus
- 1874 – Ox doktor hóbortos ötlete (Le Docteur Ox); Doktor Ox teóriája címen is (Móra Kiadó 1973, Budapest)
- 1881 – Tiz órán át a vadászaton (Dix heures en chasse)
- 1884 – Híjj-zutty (Frritt-Flacc)
- 1885 – A Cynthia hajótöröttje (L'Épave du "Cynthia")[3]
- 1886 – A Raton család (La Famille Raton)
- 1887 – Gil Braltar (Gil Braltar)
- 1890 – A XXIX. században (La Journée d'un journaliste américain en 2889)[4]
- 1893 – Disz úrfi és Esz kisasszony (Monsieur Ré-Dièze et Mademoiselle Mi-Bémol)
- 1905 – Világítótorony a világ végén (Le Phare du bout du Monde)

### Posztumuszmegjelent művei
- 1907 – Thompson és Társa (L'Agence Thompson and Co)[5]
- 1907 – Az aranyvulkán (Le Volcan d'or)
- 1907 – A Jonathan hajótöröttei (Naufreges du Jonathan)
- 1908 – Az arany meteor (La chasse au météore)
- 1908 – A dunai hajós (Le Pilote de Danube)
- 1910 – A humbug, avagy: amerikai erkölcsök (Le Humbug. Mœurs américaines)
- 1910 – Az örök Ádám (L'Éternel Adam)[6]
- 1911 – Storitz Vilmos titka (Le secret de Wilhelm Storitz)
- 1914 – A Barsac-expedíció különös története (La Prodigieuse Aventure de la Mission Barsac)
- 1994 – Párizs a XX. században (Paris au XXe siècle) (1863 táján írta, részletes keletkezéstörténetét lásd a műről készült lapon.)

### Verseskötetei
- 1989 – Kiadatlan költemények

### Ismeretterjesztő művei
- 1864–1880 – A Föld felfedezése (Histoire des grands voyages et des grands voyageurs)

### Magyarországi gyűjteményes kiadás (1997–2005)
Az Unikornis Kiadó 1997 és 2005 között Jules Verne összes művei címen 80 kötetes sorozatot jelentetett meg (a sorozatot eredetileg 75 kötetesre tervezték). Több olyan Verne-mű megjelent, amely magyar nyelven előtte még nem volt olvasható. A sorozat 80. kötete Horváth Árpád Verne, a technika álmodója című munkája az író teljes életművét bemutatja, műveit röviden elemzi. Ebben a kötetben kaptak helyet a lírai, drámai alkotások és novellagyűjtemények is.
A sorozat kötetei:
1997
- 1. A dunai hajós
- 2. A különös végrendelet
- 3. A Szahara tengere
- 4–5. Grant kapitány gyermekei I–II.

1998
- 6. Dél csillaga
- 7. Hódító Robur
- 8. Kéraban, a vasfejű
- 9. A világ ura
- 10. Kalózokkal az Antillák földjén
- 11. Egy kínai viszontagságai Kínában
- 12. Senki fia
- 13. Róma ostroma és más elbeszélések[8]
- 14. A büszke Orinoco
- 15. Egy sorsjegy története
- 16. Utazás a Föld középpontja felé
- 17. Utazás a Holdba
- 18. Utazás a Hold körül

1999
- 19. A lángban álló szigettenger
- 20. Észak Dél ellen
- 21. A bégum 500 milliója
- 22. Branicanné asszonyság
- 23. Hector Servadac
- 24. Chanteleine grófja / Mona Lisa
- 25. Jégszfinx
- 26. Világfelfordulás / A francia zászló
- 27. A névtelen család
- 28. A jangada
- 29. Hatteras kapitány
- 30–31. A rejtelmes sziget I–II.
- 32. Nemo kapitány

2000
- 33. Az arany meteor
- 34. Az Aranyvulkán
- 35. A két Kip-testvér
- 36. Dráma Mexikóban / Költemények[9][10][6]
- 37. Várkastély a Kárpátokban
- 38. A fekete Indiák
- 39. Antifer mester csodálatos kalandjai
- 40. Cetvadászok
- 41. Haza, Franciaországba! / Gil Braltar
- 42. Sztrogof Mihály
- 43. Thompson és Társa[5]
- 44. A zöld sugár
- 45. Clovis Dardentor
- 46. Storitz Vilmos titka

2001
- 47. A Barsac-expedíció különös története
- 48. A tizenöt éves kapitány
- 49. A prémvadászok
- 50. Utazás Angliában
- 51. Kétévi vakáció

2002
- 52–53. A Jonathán hajótöröttjei I–II.
- 54. Martín Paz[11][4]
- 55. Három orosz és három angol kalandjai
- 56. Város a levegőben
- 57. Nyolcvan nap alatt a Föld körül
- 58. Zakariás mester[12]
- 59. A Robinsonok iskolája
- 60. Egy pap 1835-ben
- 61. Az úszó sziget

2003
- 62. César Cascabel
- 63–66. A Föld felfedezése I–IV.
- 67–68. Sándor Mátyás I–II.
- 69. Párizs a XX. században
- 70. Öt hét léghajón
- 71–72. Acél elefánt I–II.
- 73. A Chancellor
- 74. Claudius Bombarnac
- 75. Az úszó város és más elbeszélések[13]
- 76. Dráma Livóniában
- 77. Robinson bátya
- 78. Az új hazában
- 79. A Cynthia hajótöröttje[3]
- 80. Horváth Árpád: Verne, a technika álmodója

## Emlékezete
Nantesban található a Musée Jules Verne, amely röviden mutatja be az író életét, külön hangsúlyt helyez Verne műveiből készült színdarabokra és mozifilmekre. A Múzeumtól pár lépésre található Nemo kapitány szobra.
Nevét a Jules Verne TEE járat viselte 1980 és 1989 között.

## Kapcsolódó képek
- Különböző borítóváltozatok
- Különböző borítóváltozatok
- Különböző borítóváltozatok
- Különböző borítóváltozatok
- Különböző borítóváltozatok
- A klasszikus Franklin-féle magyar kiadás borítója